# Martin Allen (Numismatiker)
Martin Allen (* 1956) ist ein britischer Numismatiker.

## Werdegang
Er studierte 1975–1978 an der University of Northumbria in Newcastle und promovierte 1999 an der University of Durham. 1975–1997 war er beschäftigt an der Durham County Library. Schon als Schulkind hatte er sich aber für Münzen interessiert, besonders die damals noch im Umlauf befindlichen Pennies der Königin Victoria. Als Student vertiefte er sein Interesse an Münzen des Mittelalters.
Seit 1997 arbeitet er am Münzkabinett (Department of Coins and Medals) am Fitzwilliam Museum in Cambridge, 1997–2003 als Senior Museum Technician, seit 2004 als Assistant Keeper der Abteilung Münzen und Medaillen und seit 2007 Senior Assistant Keeper. Martin Allen ist Kustos für mittelalterliche und moderne Münzen und Medaillen.
2005 wurde er Senior Member am Wolfson College, Cambridge. Martin Allens Lehrtätigkeit als ein Lehrbeauftragter in der Fakultät für Geschichte beinhaltet Themen- und Quellen-Kurse über Geld und Gesellschaft von der Spätantike und Gruppenunterricht für Undergraduates und Master-Studenten. Er unterrichtet auch für die „Division of Archaeology“.
Martin Allen betreut das Corpus of Early Medieval Coin Finds (EMC; Corpus der frühmittelalterlichen Münzfunde), das eine internationale Reputation als eine der wichtigsten Hauptforschungsquellen für Medieävisten and Archaeologen erlangt hat, und er ist der Hauptredakteur der jährlichen Zeitschrift British Numismatic Journal.
Seine Forschungsinteressen liegen schwerpunktmäßig in der englischen Münzprägung vom 12. bis zum 16. Jahrhundert, mittelalterlicher Münzstättenorganisation, kirchlichen Münzstätten, der Analyse von Münzfunden, und Geldversorgung als einer der Faktoren in der mittelalterlichen Wirtschaftsgeschichte.

## Ehrungen
- 1996 Council Prize der British Numismatic Society,
- 2005 North Book Prize der British Numismatic Society für das Buch The Durham Mint (2003),
- 2011 die alle drei Jahre vergebene Sanford Saltus Gold Medal der British Numismatic Society,
- 2013 Titel eines Doctor of Letters.

## Veröffentlichungen
- The Durham Mint (= British Nunismatic Society. Special Publications. 4). Spink, London 2003, ISBN 1-902040-51-1.
- Mints and money in Medieval England. Cambridge University Press, Cambridge u. a. 2012, ISBN 978-1-10-701494-7.
- Zahlreiche Aufsätze, vor allem in den Zeitschriften Numismatic Chronicle (ISSN 0078-2696) und The British Numismatic Journal (ISSN 0143-8956).